# Macracanthorhynchus catulinus
Macracanthorhynchus catulinus är en hakmaskart som beskrevs av Kostylev 1927. Macracanthorhynchus catulinus ingår i släktet Macracanthorhynchus och familjen Oligacanthorhynchidae. Inga underarter finns listade i Catalogue of Life.